# بزمجه آبی مرمری
 بزمجه آبی مرمری(نام علمی: Varanus marmoratus) نام یک گونه از سرده بزمجه است.